# Ms. Pac-Man
Ms. Pac-Man is een computerspel dat werd ontwikkeld door General Computer Corporation en uitgegeven door Atari. Het spel kwam in 1981 uit als arcadespel, maar werd een jaar later geporteerd naar de Atari 2600. Het is de vrouwelijke versie van Pac-Man. Het spel is gelijkwaardig aan Pac-Man waarbij Ms. Pac-Man zoveel mogelijk "pac-dots" moet eten terwijl ze wordt opgejaagd door vier spoken, genaamd Inky, Pinky, Blinky en Sue.
In juni 2017 werd bekendgemaakt dat een team aangestuurd door een Nederlandse wetenschapper met kunstmatige intelligentie de hoogste score bij dit spel van 999.990 punten had gerealiseerd. Geen enkele menselijke of kunstmatige intelligentiespeler was dit tot nog toe gelukt.

## Platforms
| Jaar | Platform                                                       |
| ---- | -------------------------------------------------------------- |
| 1981 | Arcade                                                         |
| 1982 | Atari 2600                                                     |
| 1983 | Apple II, Atari 5200, Atari 8-bit, PC Booter, TI-99/4A, VIC-20 |
| 1984 | Commodore 64                                                   |
| 1985 | ZX Spectrum                                                    |
| 1987 | Atari 7800                                                     |
| 1990 | Lynx, NES                                                      |
| 1991 | SEGA Master System, Sega Mega Drive                            |
| 1993 | Game Boy                                                       |
| 1995 | Game Gear                                                      |
| 1996 | SNES                                                           |
| 2004 | Palm OS                                                        |
| 2007 | Xbox 360, iPod Classic                                         |
| 2008 | iPhone                                                         |
| 2009 | BlackBerry                                                     |
| 2010 | Android                                                        |

In 2014 kwam het spel uit voor de PlayStation Network, Xbox Live Arcade, Microsoft Windows via Pac-Man Museum.

## Ontvangst
| Beoordeeld door                     | Platform        | Datum            | Score |
| ----------------------------------- | --------------- | ---------------- | ----- |
| PCMag.com                           | iPhone          | 9 december 2008  | 80%   |
| Sega-16.com                         | Sega Mega Drive | 14 augustus 2004 | 80%   |
| The Atari Times                     | Atari 5200      | 22 mei 2006      | 71%   |
| neXGam                              | Lynx            | 2005             | 69%   |
| Your Spectrum                       | ZX Spectrum     | maart 1985       | 67%   |
| Joystick (Frans)                    | Sega Mega Drive | april 1992       | 60%   |
| The Video Game Critic               | Sega Mega Drive | 3 mei 2006       | 50%   |
| Gamer.nl                            | Xbox 360        | 12 maart 2007    | 50%   |
| Macworld                            | iPod Classic    | 6 april 2007     | 50%   |
| Digital Press - Classic Video Games | Xbox 360        | 15 februari 2007 | 40%   |